# جوسيف سارا
جوسيف سارا (بالألمانية: Josef Sara)‏ هو لاعب كرة قدم نمساوي، ولد في 9 مارس 1954 في فيينا في النمسا. لعب مع أوستريا فيينا.